# Armand Abécassis
Armand Abécassis (* 4. dubna 1933 Casablanca) je francouzský spisovatel, profesor obecné a srovnávací filozofie na Université Michel-de-Montaigne v Bordeaux.
Je otcem Elietty Abécassisové.

## Dílo
- Spolu s Josym Eisenbergem : À Bible ouverte, 4 svazky (Albin Michel)

- La Pensée juive, 4 svazky
  - 1. Du désert au désir
  - 2. De l'état politique à l'éclat prophétique
  - 3. Espaces de l'oubli et mémoires du temps.
  - 4. Messianités : Éclipse politique et éclosions apocalyptiques

- En vérité, je vous le dis. Une lecture juive des Évangiles
- Judas, Jésus. Une liaison difficile
- L'Univers hébraïque. Du monde païen à l'humanisme biblique
- Judaïsmes. De l'hébraïsme aux messianités juives